# Golden Grand Prix de lutte 2013
Navigation
Édition précédente Édition suivante
Les Golden Grand Prix de lutte 2013 sont composés pour chaque style de lutte de deux compétitions qualificatives et d'une finale ayant lieu du 11 au 13 octobre à Bakou en Azerbaïdjan.

## Résultats

### Lutte libreHommes

#### Golden Grand Prix Ivan Yariguin (Krasnoïarsk) - 25 au 27 janvier 2013
| Épreuves | Or                        | Argent                        | Bronze                          |
| -------- | ------------------------- | ----------------------------- | ------------------------------- |
| 55 kg    | Artyom Gebekov Russie     | Sadula Gazivfgomedov Russie   | Bazar Jalsapov Russie           |
| 55 kg    | Artyom Gebekov Russie     | Sadula Gazivfgomedov Russie   | Rumitaka Marisita Japon         |
| 60 kg    | Opan Sat Russie           | Alexander Bogomoev Russie     | Daulet Niyazbekov Kazakhstan    |
| 60 kg    | Opan Sat Russie           | Alexander Bogomoev Russie     | Noriyuki Takatcuka Japon        |
| 66 kg    | Ilyas Bekbulatov Russie   | Brent Metcalf États-Unis      | Soslan Ramonov Russie           |
| 66 kg    | Ilyas Bekbulatov Russie   | Brent Metcalf États-Unis      | Rasul Murtazaliev Russie        |
| 74 kg    | Aniuar Geduev Russie      | Saba Hubezhty Russie          | Rasul Dzhukaev Russie           |
| 74 kg    | Aniuar Geduev Russie      | Saba Hubezhty Russie          | Kakhaber Hubezhty Russie        |
| 84 kg    | Anzor Urishev Russie      | Magomed Ibragimov Russie      | Bekkhan Kurkiev Russie          |
| 84 kg    | Anzor Urishev Russie      | Magomed Ibragimov Russie      | Omar Magomedov Biélorussie      |
| 96 kg    | Vladislav Baytsaev Russie | Anzor Boltukaev Russie        | Abdusalam Gadisov Russie        |
| 96 kg    | Vladislav Baytsaev Russie | Anzor Boltukaev Russie        | Yariay Belonovskiay Russie      |
| 120 kg   | Magomed Nurasulov Russie  | Mokhammadreza Azarshakib Iran | Alexsandr Khutsyanovski Ukraine |
| 120 kg   | Magomed Nurasulov Russie  | Mokhammadreza Azarshakib Iran | Feliks Tsarikaev Russie         |

#### Ville de Sassari (Sassari) - 31 mai au 1 juin 2013
| Épreuves | Or                                | Argent                          | Bronze                        |
| -------- | --------------------------------- | ------------------------------- | ----------------------------- |
| 55 kg    | Ghenadie Tulbea Monaco            | Steven Takahashi Canada         | Zoheir El Ourraque France     |
| 60 kg    | Vladimer Khintchegachvili Géorgie | Franklin Gomez Matos Porto Rico | Giorgi Edisherashvili Géorgie |
| 60 kg    | Vladimer Khintchegachvili Géorgie | Franklin Gomez Matos Porto Rico | Erhan Bakir Turquie           |
| 66 kg    | Malkhaz Zarkua Géorgie            | Muhammed Demir Turquie          | Raimondo Campagna Italie      |
| 66 kg    | Malkhaz Zarkua Géorgie            | Muhammed Demir Turquie          | Angelo Costa Italie           |
| 74 kg    | Luca Lampis France                | Cleo Ncube Canada               | Carmelo Lumia Italie          |
| 74 kg    | Luca Lampis France                | Cleo Ncube Canada               | Andrea Sorbello Italie        |
| 84 kg    | Ahmet Bilici Turquie              | Jaime Yusept Espinal Porto Rico | Andrei Frant Roumanie         |
| 84 kg    | Ahmet Bilici Turquie              | Jaime Yusept Espinal Porto Rico | Akhmet Aibuev France          |
| 96 kg    | Kenan Gor Turquie                 | Dato Kerashvili Géorgie         | Nicolai Ceban Moldavie        |
| 96 kg    | Kenan Gor Turquie                 | Dato Kerashvili Géorgie         | Valerii Andriitsev Ukraine    |
| 120 kg   | Giorgi Sakandelidze Géorgie       | Rares Chintoan Roumanie         | Fatih Yasarli Turquie         |

#### Finale - Mémorial Heydar Aliyev (Bakou) - 22 au 24 novembre 2013
| Épreuves | Or                               | Argent                                 | Bronze                            |
| -------- | -------------------------------- | -------------------------------------- | --------------------------------- |
| 55 kg    | Fumitaka Morishita Japon         | Yashar Aliyev Azerbaïdjan              | Giorgi Edisherashvili Géorgie     |
| 55 kg    | Fumitaka Morishita Japon         | Yashar Aliyev Azerbaïdjan              | Artem Gebekov Russie              |
| 60 kg    | Ahmenagi Qvarzatilov Azerbaïdjan | Gadji Aliyev Azerbaïdjan               | Jimmy Kennedy États-Unis          |
| 60 kg    | Ahmenagi Qvarzatilov Azerbaïdjan | Gadji Aliyev Azerbaïdjan               | Vladimer Khintchegachvili Géorgie |
| 66 kg    | Ilyas Bekbulatov Russie          | Alibeggadji Zurkanaevitch Emeev Russie | Ruslan Dibirgadjiev Azerbaïdjan   |
| 66 kg    | Ilyas Bekbulatov Russie          | Alibeggadji Zurkanaevitch Emeev Russie | Andriy Kvyatkovskyy Ukraine       |
| 74 kg    | Rashid Kurbanov Ouzbékistan      | Gadzhi Gadzhiev Russie                 | Ashraf Aliyev Azerbaïdjan         |
| 74 kg    | Rashid Kurbanov Ouzbékistan      | Gadzhi Gadzhiev Russie                 | Jabrail Gasanov Azerbaïdjan       |
| 84 kg    | Gamzat Osmanov Azerbaïdjan       | Soslan Kotcoev Russie                  | Dato Marsagishvili Géorgie        |
| 84 kg    | Gamzat Osmanov Azerbaïdjan       | Soslan Kotcoev Russie                  | Abdulrashid Sadulaev Russie       |
| 96 kg    | Khetag Gazyumov Azerbaïdjan      | Sharif Sharifov Azerbaïdjan            | Nicolai Ceban Moldavie            |
| 96 kg    | Khetag Gazyumov Azerbaïdjan      | Sharif Sharifov Azerbaïdjan            | Pavlo Oliinyk Ukraine             |
| 120 kg   | Oleksandr Khotsianivskyi Ukraine | Ali Isayev Azerbaïdjan                 | Mohammad Ildar Sajedi Iran        |
| 120 kg   | Oleksandr Khotsianivskyi Ukraine | Ali Isayev Azerbaïdjan                 | Jamaladdin Magomedov Azerbaïdjan  |

### Lutte gréco-romaineHommes

#### Vehbi Emre (Istanbul) - 2 au 3 février 2013
| Épreuves | Or                         | Argent                        | Bronze                           |
| -------- | -------------------------- | ----------------------------- | -------------------------------- |
| 55 kg    | Ivan Tatarinov Russie      | Tazhyieu Elbek Biélorussie    | Shirzad Bhestitala Iran          |
| 55 kg    | Ivan Tatarinov Russie      | Tazhyieu Elbek Biélorussie    | Zhanserik Sarsenbiyev Kazakhstan |
| 60 kg    | Pavel Saleev Russie        | Sanal Semenov Russie          | Mevlut Arik Turquie              |
| 60 kg    | Pavel Saleev Russie        | Sanal Semenov Russie          | Daulet Absalimov Kazakhstan      |
| 66 kg    | Rasul Chunayev Azerbaïdjan | Mohammad Karimi Iran          | Kardash Yaraslau Biélorussie     |
| 66 kg    | Rasul Chunayev Azerbaïdjan | Mohammad Karimi Iran          | Vitali Rəhimov Azerbaïdjan       |
| 74 kg    | Seref Tufenk Turquie       | Kilou Kazbek Biélorussie      | Niyamaddin Ibrahimov Azerbaïdjan |
| 74 kg    | Seref Tufenk Turquie       | Kilou Kazbek Biélorussie      | Anton Khomenko Russie            |
| 84 kg    | Selcuk Cebi Turquie        | Revazi Nadareishvili Géorgie  | Hossein Nouri Iran               |
| 84 kg    | Selcuk Cebi Turquie        | Revazi Nadareishvili Géorgie  | Ali Gheitasikashkouli Iran       |
| 96 kg    | Cenk Ildem Turquie         | Rustam Totrov Russie          | Mikheil Kajaia Géorgie           |
| 96 kg    | Cenk Ildem Turquie         | Rustam Totrov Russie          | Ahmet Tacyildiz Turquie          |
| 120 kg   | Riza Kayaalp Turquie       | Ioseb Chugoshvili Biélorussie | Emin Ozturk Turquie              |
| 120 kg   | Riza Kayaalp Turquie       | Ioseb Chugoshvili Biélorussie | Mehdi Nouri Iran                 |

#### Grand Prix de Hongrie (Szombathely) - 23 au 24 février 2013
| Épreuves | Or                      | Argent                      | Bronze                            |
| -------- | ----------------------- | --------------------------- | --------------------------------- |
| 55 kg    | Shota Tanokura Japon    | Hayanobu Shimizu Japon      | Halima Abou Égypte                |
| 55 kg    | Shota Tanokura Japon    | Hayanobu Shimizu Japon      | Kanybek Zholchudekou Kirghizistan |
| 60 kg    | Istvan Kozak Hongrie    | Kristian Fris Serbie        | Tonimir Sokol Croatie             |
| 60 kg    | Istvan Kozak Hongrie    | Kristian Fris Serbie        | Joe Betterman États-Unis          |
| 66 kg    | Tamas Lorincz Hongrie   | Revaz Lashkhi Géorgie       | Sachino Davitaia Géorgie          |
| 66 kg    | Tamas Lorincz Hongrie   | Revaz Lashkhi Géorgie       | Davor Stefanek Serbie             |
| 74 kg    | Mark O. Madsen Danemark | Neven Zugaj Croatie         | Bozo Starcevic Croatie            |
| 74 kg    | Mark O. Madsen Danemark | Neven Zugaj Croatie         | Manuchar Tskhadaia Géorgie        |
| 84 kg    | Peter Bacsi Hongrie     | Revaz Nadareishvili Géorgie | Viktor Lőrincz Hongrie            |
| 84 kg    | Peter Bacsi Hongrie     | Revaz Nadareishvili Géorgie | Vladimer Gegeshidze Géorgie       |
| 96 kg    | Mixail Kajaia Géorgie   | Balázs Kiss Hongrie         | Marthin Hamlet Nielsen Norvège    |
| 96 kg    | Mixail Kajaia Géorgie   | Balázs Kiss Hongrie         | Soso Jabidze Géorgie              |
| 120 kg   | Yevhenii Orlov Ukraine  | Gvram Perselidze Géorgie    | Alexuc Alin Ciurariv Roumanie     |
| 120 kg   | Yevhenii Orlov Ukraine  | Gvram Perselidze Géorgie    | Mihaly Deak-Bardos Hongrie        |

#### Finale - Mémorial Heydar Aliyev (Bakou) - 22 au 24 novembre 2013
| Épreuves | Or                                | Argent                          | Bronze                           |
| -------- | --------------------------------- | ------------------------------- | -------------------------------- |
| 55 kg    | Nursultan Kalmurzaev Kazakhstan   | Orkhan Ahmadov Azerbaïdjan      | Shadybek Sulaimanov Kirghizistan |
| 55 kg    | Nursultan Kalmurzaev Kazakhstan   | Orkhan Ahmadov Azerbaïdjan      | Eldaniz Azizli Azerbaïdjan       |
| 60 kg    | Kamran Mammadov Azerbaïdjan       | Abdolmohammad Papi Iran         | Pavel Saleev Russie              |
| 60 kg    | Kamran Mammadov Azerbaïdjan       | Abdolmohammad Papi Iran         | Joe Betterman Azerbaïdjan        |
| 66 kg    | Rasul Chumayev Azerbaïdjan        | Vitaliy Rahimov Azerbaïdjan     | Dominik Etlinger Croatie         |
| 66 kg    | Rasul Chumayev Azerbaïdjan        | Vitaliy Rahimov Azerbaïdjan     | Omid Haji Noroozi Iran           |
| 74 kg    | Rafig Huseynov Azerbaïdjan        | Mark Overgaard Madsen Danemark  | Mykola Daragan Ukraine           |
| 74 kg    | Rafig Huseynov Azerbaïdjan        | Mark Overgaard Madsen Danemark  | Ushang Chitiashvili Géorgie      |
| 84 kg    | Saman Ahman Tahmasebi Azerbaïdjan | Jim Eric Filip Pettersson Suède | Shahriyar Mammadov Azerbaïdjan   |
| 84 kg    | Saman Ahman Tahmasebi Azerbaïdjan | Jim Eric Filip Pettersson Suède | Viktor Lőrincz Hongrie           |
| 96 kg    | Balázs Kiss Hongrie               | Marthin Hamlet Nielsen Norvège  | Suleyman Demirci Turquie         |
| 96 kg    | Balázs Kiss Hongrie               | Marthin Hamlet Nielsen Norvège  | Beka Rogua Géorgie               |
| 120 kg   | Sabahi Sariat Azerbaïdjan         | Iakob Kajaia Géorgie            | Mihaly Deak-Bardos Hongrie       |
| 120 kg   | Sabahi Sariat Azerbaïdjan         | Iakob Kajaia Géorgie            | Atilla Guzel Turquie             |

### Lutte libreFemmes

#### Golden Grand Prix Ivan Yariguin (Krasnoïarsk) - 25 au 27 janvier 2013
| Épreuves | Or                             | Argent                       | Bronze                          |
| -------- | ------------------------------ | ---------------------------- | ------------------------------- |
| 48 kg    | Valeriya Chepsarakova Russie   | Elena Vostrikova Russie      | Enkhzhargal Tsogtbazar Mongolie |
| 48 kg    | Valeriya Chepsarakova Russie   | Elena Vostrikova Russie      | Yuka Yago Japon                 |
| 51 kg    | Tatyiana Amanzhol Kazakhstan   | Ekaterina Krasnova Russie    | Mareka Sidote Japon             |
| 51 kg    | Tatyiana Amanzhol Kazakhstan   | Ekaterina Krasnova Russie    | Yuliya Blahinya Ukraine         |
| 55 kg    | Nadezhda Tretiakova Russie     | Bjambatceren Sundev Mongolie | Victoria Shulygina Russie       |
| 55 kg    | Nadezhda Tretiakova Russie     | Bjambatceren Sundev Mongolie | Katsuki Sakagami Japon          |
| 59 kg    | Zhargalma Tsirenova Russie     | Anna Polovneva Russie        | Ayaka Ito Japon                 |
| 59 kg    | Zhargalma Tsirenova Russie     | Anna Polovneva Russie        | Svetlana Lipatova Russie        |
| 63 kg    | Anastasija Grigorjeva Lettonie | Rio Vatari Japon             | Batcheg Soronzonbold Mongolie   |
| 63 kg    | Anastasija Grigorjeva Lettonie | Rio Vatari Japon             | Inna Trajukova Russie           |
| 67 kg    | Nasambrmaa Ochirbat Mongolie   | Yosiko Inoue Japon           | Julia Bartnovskaya Russie       |
| 67 kg    | Nasambrmaa Ochirbat Mongolie   | Yosiko Inoue Japon           | Tumentcetceg Sharhuu Mongolie   |
| 72 kg    | Natalia Vorobieva Russie       | Burmaa Ochirbat Mongolie     | Kseniya Burakova Russie         |
| 72 kg    | Natalia Vorobieva Russie       | Burmaa Ochirbat Mongolie     | Vasilisa Marzalyuk Biélorussie  |

#### Ville de Sassari (Sassari) - 31 mai au 1 juin 2013
| Épreuves | Or                           | Argent                               | Bronze                      |
| -------- | ---------------------------- | ------------------------------------ | --------------------------- |
| 48 kg    | Yana Stadnik Royaume-Uni     | Jessica Blazska Pays-Bas             | Silvia Felice Italie        |
| 51 kg    | Tatyiana Amanzhol Kazakhstan | Francesca Mori Italie                | Mercedesz Denes Japon       |
| 55 kg    | Emese Barka Hongrie          | Samantha Stewart Canada              | Valentina Minguzzi Italie   |
| 59 kg    | Marianna Sastin Hongrie      | Juliya Satymbekova Kazakhstan        | Carola Rainero Italie       |
| 63 kg    | Henna Johansson Suède        | Jackeline Renteria Castillo Colombie | Hayat Farac Youssef Égypte  |
| 67 kg    | Ilana Kratysh Israël         | Kitti Godo Hongrie                   | Enas Mostafa Youssef Égypte |
| 72 kg    | Jenny Fransson Suède         | Elmira Syzdykova Kazakhstan          | Veronica Keefe Canada       |

#### Finale - Mémorial Heydar Aliyev (Bakou) - 22 au 24 novembre 2013
| Épreuves | Or                             | Argent                            | Bronze                              |
| -------- | ------------------------------ | --------------------------------- | ----------------------------------- |
| 48 kg    | Yuka Yago Japon                | Victoria Lacey Anthony États-Unis | Valeriya Chepsarakova Russie        |
| 48 kg    | Yuka Yago Japon                | Victoria Lacey Anthony États-Unis | Yuka Yago Japon                     |
| 51 kg    | Mareka Shidochi Japon          | Sumiya Erdenechimeg Mongolie      | Denes Mercedesz Hongrie             |
| 51 kg    | Mareka Shidochi Japon          | Sumiya Erdenechimeg Mongolie      | Tatyiana Amanzhol Kazakhstan        |
| 55 kg    | Sofia Magdalena Mattsson Suède | Risako Kawai Japon                | Helen Louise Maroulis États-Unis    |
| 55 kg    | Sofia Magdalena Mattsson Suède | Risako Kawai Japon                | Iryna Husyak Ukraine                |
| 59 kg    | Yuliya Ratkevich Azerbaïdjan   | Munkhtuya Tungalag Mongolie       | Katsuki Sakagami Japon              |
| 59 kg    | Yuliya Ratkevich Azerbaïdjan   | Munkhtuya Tungalag Mongolie       | Ganna Vasylenko Ukraine             |
| 63 kg    | Anastasija Grigorjeva Lettonie | Henna Katarina Johansson Suède    | Ragneta Gurbanzade Azerbaïdjan      |
| 63 kg    | Anastasija Grigorjeva Lettonie | Henna Katarina Johansson Suède    | Rio Watari Japon                    |
| 67 kg    | Elena Pirozhkova États-Unis    | Alina Makhynia Ukraine            | Enas Khoueshed Égypte               |
| 67 kg    | Elena Pirozhkova États-Unis    | Alina Makhynia Ukraine            | Veronica Carlson États-Unis         |
| 72 kg    | Natalia Vorobieva Russie       | Hiroe Suzuki Japon                | Anna Jenny Eva Maria Fransson Suède |
| 72 kg    | Natalia Vorobieva Russie       | Hiroe Suzuki Japon                | Odonchimeg Badrakh Mongolie         |